# إليزابيث آن روبرتس
إليزابيث آن روبرتس (بالإنجليزية: Elizabeth Ann Roberts)‏ هي بلاي ميت أمريكية، ولدت في 4 أغسطس 1941.